# WTA-toernooi van Cincinnati
Het WTA-toernooi van Cincinnati is een jaarlijks terugkerend tennistoernooi voor vrouwen dat wordt georganiseerd in de Amerikaanse plaats Mason, ongeveer dertig kilometer benoorden Cincinnati. In 2020 werd, vanwege de coronapandemie, eenmalig uitgeweken naar New York. De officiële naam van het toernooi was twintig jaar lang Western & Southern Open. In 2024 werd het omgedoopt tot Cincinnati Open.
De WTA organiseert het toernooi dat in de categorie "Premier Five" valt en wordt gespeeld op hardcourt. De eerste editie werd in 1899 gehouden. Sinds het begin van het open tijdperk, toen ook professionals mochten meedoen, is het toernooi niet regelmatig georganiseerd. Tussen 1991 en 2003 werd de WTA-licentie gebruikt voor het WTA-toernooi van Bol, in Bol (Kroatië).
Tot en met 2010 speelden de mannen een week later op dezelfde locatie het ATP-toernooi van Cincinnati. Sinds 2011 vinden beide toernooien echter in dezelfde week plaats.

## Officiële toernooinamen
Het toernooi heeft meerdere namen gekend, afhankelijk van de hoofdsponsor:
- 1899–1968: Tri-State Championships (hetgeen inhoudt: Ohio, Kentucky of Indiana)
- 1969–1973: Western Open Championships
- 1974–1982: Avon Championships of Cincinnati
- 1988: Pringles Light Classic
- 2004–2023: Western & Southern (Women's) Open
- 2024–heden: Cincinnati Open

## Finales

### Enkelspel
| Datum      | Naam                         | Cat.          | ($)           | Ondergrond        | Winnares           | Verliezend finaliste     | Uitslag               |               |
| ---------- | ---------------------------- | ------------- | ------------- | ----------------- | ------------------ | ------------------------ | --------------------- | ------------- |
| 1899       | Tri-State Champ's            |               |               | gravel, buiten    | Myrtle McAteer     | Juliette Atkinson        | 7-5, 6-1, 4-6, 8-6    |               |
| 1900       | Tri-State Champ's            |               |               | gravel, buiten    | Myrtle McAteer     | Maud Banks               | 6-4, 6-8, 6-2, 6-3    |               |
| 1901       | Tri-State Champ's            |               |               | gravel, buiten    | Winona Closterman  | Juliette Atkinson        | 6-2, 8-6, 6-1         |               |
| 1902       | Tri-State Champ's            |               |               | gravel, buiten    | Maud Banks         | Winona Closterman        | 6-2, 6-1              |               |
| 1903       | Tri-State Champ's            |               |               | gravel, buiten    | Winona Closterman  | Myrtle McAteer           | 6-1, 5-7, 6-4         |               |
| 1904       | Tri-State Champ's            |               |               | gravel, buiten    | Myrtle McAteer     | Winona Closterman        | 7-5, 6-3              |               |
| 1905       | Tri-State Champ's            |               |               | gravel, buiten    | May Sutton         | Myrtle McAteer           | 6-0, 6-0              |               |
| 1906       | Tri-State Champ's            |               |               | gravel, buiten    | May Sutton         | Florence Sutton          | 7-5, 6-2              |               |
| 1907       | Tri-State Champ's            |               |               | gravel, buiten    | May Sutton         | Martha Kinsey            | 6-1, 6-1              |               |
| 1908       | Tri-State Champ's            |               |               | gravel, buiten    | Martha Kinsey      | Marjorie Dodd            | 4-6, 8-6, 6-2         |               |
| 1909       | Tri-State Champ's            |               |               | gravel, buiten    | Edith Hannam       | Martha Kinsey            | 6-3, 6-1              |               |
| 1910       | Tri-State Champ's            |               |               | gravel, buiten    | Miriam Steever     | R Fairbairn Marty        | 4-6, 8-6, 6-0         |               |
| 1911       | Tri-State Champ's            |               |               | gravel, buiten    | Marjorie Dodd      | Helen McLaughlin         | 6-0, 6-2              |               |
| 1912       | Tri-State Champ's            |               |               | gravel, buiten    | Marjorie Dodd      | May Sutton               | walk-over             |               |
| 1913       | Tri-State Champ's            |               |               | gravel, buiten    | R Sanders Cordes   | Marjorie Dodd            | 6-2, 6-3              |               |
| 1914       | Tri-State Champ's            |               |               | gravel, buiten    | R Sanders Cordes   | Katharine Brown          | 7-5, 5-7, 6-2         |               |
| 1915       | Tri-State Champ's            |               |               | gravel, buiten    | Molla Bjurstedt    | R Sanders Cordes         | 6-0, 6-4              |               |
| 1916       | Tri-State Champ's            |               |               | gravel, buiten    | Martha Guthrie     | Marguerite Davis         | 6-2, 2-6, 6-1         |               |
| 1917       | Tri-State Champ's            |               |               | gravel, buiten    | Katharine Brown    | Mrs Willis Adams         | 7-5, 0-6, 6-4         |               |
| 1918-1919  | geen toernooi                | geen toernooi | geen toernooi | geen toernooi     | geen toernooi      | geen toernooi            | geen toernooi         | geen toernooi |
| 1920       | Tri-State Champ's            |               |               | gravel, buiten    | R Sanders Cordes   | Ruth King                | 6-1, 6-0              |               |
| 1921       | geen toernooi                | geen toernooi | geen toernooi | geen toernooi     | geen toernooi      | geen toernooi            | geen toernooi         | geen toernooi |
| 1922       | Tri-State Champ's            |               |               | gravel, buiten    | R Sanders Cordes   | Olga Strashun Weil       | 6-3, 6-4              |               |
| 1923       | Tri-State Champ's            |               |               | gravel, buiten    | R Sanders Cordes   | Clara Louise Zinke       | 6-0, 7-5              |               |
| 1924       | Tri-State Champ's            |               |               | gravel, buiten    | Olga Strashun Weil | Clara Louise Zinke       | 6-4, 6-2              |               |
| 1925       | Tri-State Champ's            |               |               | gravel, buiten    | Marian Leighton    | Clara Louise Zinke       | 6-3, 6-2              |               |
| 1926       | Tri-State Champ's            |               |               | gravel, buiten    | Clara Louise Zinke | Olga Strashun Weil       | 6-2, 6-2              |               |
| 1927       | Tri-State Champ's            |               |               | gravel, buiten    | Clara Louise Zinke | Marian Leighton          | 6-4, 4-6, 4-1         |               |
| 1928       | Tri-State Champ's            |               |               | gravel, buiten    | Marjorie Gladman   | Clara Louise Zinke       | 6-4, 6-4              |               |
| 1929       | Tri-State Champ's            |               |               | gravel, buiten    | Clara Louise Zinke | Ruth Riese               | 6-2, 6-3              |               |
| 1930       | Tri-State Champ's            |               |               | gravel, buiten    | Clara Louise Zinke | Ruth Riese               | 6-2, 6-4              |               |
| 1931       | Tri-State Champ's            |               |               | gravel, buiten    | Clara Louise Zinke | Ruth Riese               | 6-1, 6-1              |               |
| 1932       | Tri-State Champ's            |               |               | gravel, buiten    | D Weisel Hack      | Clara Louise Zinke       | 6-1, 6-0              |               |
| 1933       | Tri-State Champ's            |               |               | gravel, buiten    | Muriel Adams       | Helen Fulton             | 6-4, 6-4              |               |
| 1934       | Tri-State Champ's            |               |               | gravel, buiten    | Gracyn Wheeler     | Esther Bartosh           | walk-over             |               |
| 1935       | geen toernooi                | geen toernooi | geen toernooi | geen toernooi     | geen toernooi      | geen toernooi            | geen toernooi         | geen toernooi |
| 1936       | Tri-State Champ's            |               |               | gravel, buiten    | Lila Porter        | Virginia Hollinger       | 6-4, 6-3              |               |
| 1937       | Tri-State Champ's            |               |               | gravel, buiten    | Virginia Hollinger | Monica Nolan             | 6-3, 6-2              |               |
| 1938       | Tri-State Champ's            |               |               | gravel, buiten    | Virginia Hollinger | Margaret Jessee          | 8-6, 1-6, 6-0         |               |
| 1939       | Tri-State Champ's            |               |               | gravel, buiten    | Catherine Wolf     | Virginia Hollinger       | 6-2, 6-3              |               |
| 1940       | Tri-State Champ's            |               |               | gravel, buiten    | Alice Marble       | Gracyn Wheeler           | 6-3, 6-4              |               |
| 1941       | Tri-State Champ's            |               |               | gravel, buiten    | Pauline Betz       | Mary Arnold              | 6-4, 6-3              |               |
| 1942       | Tri-State Champ's            |               |               | gravel, buiten    | Catherine Wolf     | Monica Nolan             | 6-4, 6-1              |               |
| 1943       | Tri-State Champ's            |               |               | gravel, buiten    | Pauline Betz       | Catherine Wolf           | 6-0, 6-2              |               |
| 1944       | Tri-State Champ's            |               |               | gravel, buiten    | Dorothy Bundy      | Pauline Betz             | 7-5, 6-4              |               |
| 1945-06-25 | Tri-State Champ's            |               |               | gravel, buiten    | Pauline Betz       | Dorothy Bundy            | 6-2, 6-0              |               |
| 1946-06-24 | Tri-State Champ's            |               |               | gravel, buiten    | Virginia Kovacs    | Shirley Fry              | 6-4, 6-1              |               |
| 1947-06-23 | Tri-State Champ's            |               |               | gravel, buiten    | Betty Rosenquest   | Betty Ruth James Hulbert | 9-7, 6-2              |               |
| 1948-06-28 | Tri-State Champ's            |               |               | gravel, buiten    | Dorothy Head       | M Madden Lewis           | 6-4, 6-4              |               |
| 1949-06-27 | Tri-State Champ's            |               |               | gravel, buiten    | Magda Rurac        | Beverly Baker            | 6-4, 2-6, 6-0         |               |
| 1950-07-03 | Tri-State Champ's            |               |               | gravel, buiten    | Beverly Baker      | Magda Rurac              | 5-7, 6-3, 9-7         |               |
| 1951-07-02 | Tri-State Champ's            |               |               | gravel, buiten    | P Canning-Todd     | Magda Rurac              | 6-3, 6-4              |               |
| 1952-06-30 | Tri-State Champ's            |               |               | gravel, buiten    | Anita Kanter       | Doris Popple             | 6-0, 6-1              |               |
| 1953-06-29 | Tri-State Champ's            |               |               | gravel, buiten    | Thelma Long        | Anita Kanter             | 7-5, 6-2              |               |
| 1954-06-28 | Tri-State Champ's            |               |               | gravel, buiten    | Lois Felix         | Ethel Norton             | 6-1, 6-3              |               |
| 1955-07-04 | Tri-State and Western        |               |               | gravel, buiten    | Mimi Arnold        | Barbara Breit            | 6-4, 6-3              |               |
| 1956-07-02 | Tri-State Champ's            |               |               | gravel, buiten    | Yola Ramírez-Ochoa | Mary Ann Mitchell        | 7-5, 6-1              |               |
| 1957-07-01 | Tri-State Champ's            |               |               | gravel, buiten    | Lois Felix         | Pat Naud                 | 7-5, 2-6, 7-5         |               |
| 1958-06-30 | Tri-State Champ's            |               |               | gravel, buiten    | Gwyn Thomas        | Marta Hernández          | 6-1, 6-2              |               |
| 1959-06-28 | Tri-State Champ's            |               |               | gravel, buiten    | Donna Floyd        | Carol Hanks              | 5-7, 6-2, 6-4         |               |
| 1960-07-04 | Tri-State Champ's            |               |               | gravel, buiten    | Carol Hanks        | Farel Footman            | 6-2, 4-6, 6-3         |               |
| 1961-07-03 | Tri-State Champ's            |               |               | gravel, buiten    | Peachy Kellmeyer   | Carole Caldwell          | 3-6, 12-10, 7-5       |               |
| 1962-07-02 | Tri-State Champ's            |               |               | gravel, buiten    | Julie Heldman      | Roberta Alison           | 6-4, 6-4              |               |
| 1963-07-01 | Tri-State Champ's            |               |               | gravel, buiten    | Stephanie DeFina   | Jane Bartkowicz          | 7-5, 6-2              |               |
| 1964-06-29 | Tri-State Champ's            |               |               | gravel, buiten    | Jean Danilovich    | Alice Tym                | 6-1, 6-2              |               |
| 1965-07-05 | Tri-State Champ's            |               |               | gravel, buiten    | Stephanie DeFina   | Roberta Alison           | 10-8, 5-7, 6-4        |               |
| 1966-06-27 | Tri-State Champ's            |               |               | gravel, buiten    | Jane Bartkowicz    | Peachy Kellmeyer         | 6-3, 6-3              |               |
| 1967-07-03 | Tri-State Champ's            |               |               | gravel, buiten    | Jane Bartkowicz    | Patsy Rippy              | 6-4, 6-1              |               |
| 1968-07-01 | Tri-State Champ's            |               |               | gravel, buiten    | Linda Tuero        | Tory Fretz               | 6-1, 6-2              |               |
| 1969-07-15 | Western Open Champ's         |               |               | gravel, buiten    | Lesley Bowrey      | Gail Chanfreau           | 1-6, 7-5, 10-10, opg. |               |
| 1970-07-13 | Western Open Champ's         |               |               | gravel, buiten    | Rosie Casals       | Nancy Richey             | 6-3, 6-3              |               |
| 1971-08-02 | Western Open Champ's         |               |               | gravel, buiten    | Virginia Wade      | Linda Tuero              | 6-3, 6-3              |               |
| 1972-08-01 | Western Open Champ's         |               |               | gravel, buiten    | Margaret Court     | Evonne Goolagong         | 3-6, 6-2, 7-5         |               |
| 1973-08-06 | Western Open Champ's         |               |               | gravel, buiten    | Evonne Goolagong   | Chris Evert              | 6-2, 7-5              |               |
| 1974–1979  | geen toernooi                | geen toernooi | geen toernooi | geen toernooi     | geen toernooi      | geen toernooi            | geen toernooi         | geen toernooi |
| 1980-01-07 | Avon Champ's of Cincinnati   |               | 150.000       | tapijt, binnen    | Tracy Austin       | Chris Evert              | 6-2, 6-1              | details       |
| 1981-01-19 | Avon Champ's of Cincinnati   |               | 150.000       | tapijt, binnen    | M Navrátilová      | Sylvia Hanika            | 6-2, 6-4              | details       |
| 1982-01-11 | Avon Champ's of Cincinnati   |               | 150.000       | tapijt, binnen    | Barbara Potter     | Bettina Bunge            | 6-4, 7-6              | details       |
| 1983–1987  | geen toernooi                | geen toernooi | geen toernooi | geen toernooi     | geen toernooi      | geen toernooi            | geen toernooi         | geen toernooi |
| 1988-08-01 | Pringles Light Classic       | Tier III      | 250.000       | hardcourt, buiten | Barbara Potter     | Helen Kelesi             | 6-2, 6-2              | details       |
| 1989–2003  | geen toernooi                | geen toernooi | geen toernooi | geen toernooi     | geen toernooi      | geen toernooi            | geen toernooi         | geen toernooi |
| 2004-08-16 | Western & Southern Open      | Tier III      | 170.000       | hardcourt, buiten | Lindsay Davenport  | Vera Zvonarjova          | 6-3, 6-2              | details       |
| 2005-07-18 | Western & Southern Open      | Tier III      | 170.000       | hardcourt, buiten | Patty Schnyder     | Akiko Morigami           | 6-4, 6-0              | details       |
| 2006-07-17 | Western & Southern Open      | Tier III      | 175.000       | hardcourt, buiten | Vera Zvonarjova    | Katarina Srebotnik       | 6-2, 6-4              | details       |
| 2007-07-16 | Western & Southern Open      | Tier III      | 175.000       | hardcourt, buiten | Anna Tsjakvetadze  | Akiko Morigami           | 6-1, 6-3              | details       |
| 2008-08-11 | Western & Southern Open      | Tier III      | 175.000       | hardcourt, buiten | Nadja Petrova      | Nathalie Dechy           | 6-2, 6-1              | details       |
| 2009-08-10 | Western & Southern Open      | Premier Five  | 2.000.000     | hardcourt, buiten | Jelena Janković    | Dinara Safina            | 6-4, 6-2              | details       |
| 2010-08-09 | Western & Southern Open      | Premier Five  | 2.000.000     | hardcourt, buiten | Kim Clijsters      | Maria Sjarapova          | 2-6, 7-6, 6-2         | details       |
| 2011-08-15 | Western & Southern Open      | Premier Five  | 2.050.000     | hardcourt, buiten | Maria Sjarapova    | Jelena Janković          | 4-6, 7-6, 6-3         | details       |
| 2012-08-13 | Western & Southern Open      | Premier Five  | 2.168.400     | hardcourt, buiten | Li Na              | Angelique Kerber         | 1-6, 6-3, 6-1         | details       |
| 2013-08-12 | Western & Southern Open      | Premier Five  | 2.369.000     | hardcourt, buiten | Viktoryja Azarenka | Serena Williams          | 2-6, 6-2, 7-6         | details       |
| 2014-08-11 | Western & Southern Open      | Premier Five  | 2.567.000     | hardcourt, buiten | Serena Williams    | Ana Ivanović             | 6-4, 6-1              | details       |
| 2015-08-17 | Western & Southern Open      | Premier Five  | 2.701.240     | hardcourt, buiten | Serena Williams    | Simona Halep             | 6-3, 7-6              | details       |
| 2016-08-15 | Western & Southern Open      | Premier Five  | 2.804.000     | hardcourt, buiten | Karolína Plíšková  | Angelique Kerber         | 6-3, 6-1              | details       |
| 2017-08-14 | Western & Southern Open      | Premier Five  | 2.836.904     | hardcourt, buiten | Garbiñe Muguruza   | Simona Halep             | 6-1, 6-0              | details       |
| 2018-08-13 | Western & Southern Open      | Premier Five  | 2.874.299     | hardcourt, buiten | Kiki Bertens       | Simona Halep             | 2-6, 7-6, 6-2         | details       |
| 2019-08-12 | Western & Southern Open      | Premier Five  | 2.944.486     | hardcourt, buiten | Madison Keys       | Svetlana Koeznetsova     | 7-5, 7-6              | details       |
| 2020-08-22 | Western & Southern Open (NY) | Premier Five  | 2.250.829     | hardcourt, buiten | Viktoryja Azarenka | Naomi Osaka              | walk-over             | details       |
| 2021-08-16 | Western & Southern Open      | WTA 1000      | 1.835.490     | hardcourt, buiten | Ashleigh Barty     | Jil Teichmann            | 6-3, 6-1              | details       |
| 2022-08-15 | Western & Southern Open      | WTA 1000      | 2.527.250     | hardcourt, buiten | Caroline Garcia    | Petra Kvitová            | 6-2, 6-4              | details       |
| 2023-08-14 | Western & Southern Open      | WTA 1000      | 2.788.468     | hardcourt, buiten | Cori Gauff         | Karolína Muchová         | 6-3, 6-4              | details       |
| 2024-08-13 | Cincinnati Open              | WTA 1000      | 3.211.715     | hardcourt, buiten | Aryna Sabalenka    | Jessica Pegula           | 6-3, 7-5              | details       |
| 2025-08-07 | Cincinnati Open              | WTA 1000      | 5.152.599     | hardcourt, buiten | Iga Świątek        | Jasmine Paolini          | 7-5, 6-4              | details       |

- Legenda: (NY) = New York (stad)

### Dubbelspel
| Datum      | Naam                         | Cat.          | ($)           | Ondergrond        | Winnaressen                                                   | Verliezend finalistes                      | Uitslag                 |               |
| ---------- | ---------------------------- | ------------- | ------------- | ----------------- | ------------------------------------------------------------- | ------------------------------------------ | ----------------------- | ------------- |
| 1899       | Tri-State Champ's            |               |               | gravel, buiten    | Juliette Atkinson Myrtle McAteer                              | Winona Closterman Julia Doherty            | 6-1, 6-2, 6-3           |               |
| 1900       | Tri-State Champ's            |               |               | gravel, buiten    | Myrtle McAteer Maud Banks                                     | Winona Closterman Mardi Hunt               | 6-1, 6-0                |               |
| 1901       | Tri-State Champ's            |               |               | gravel, buiten    | Juliette Atkinson Marion Jones                                | Winona Closterman Lilly Wilshire           | 3-6, 7-9, 6-3, 9-7, 6-2 |               |
| 1902       | Tri-State Champ's            |               |               | gravel, buiten    | Maud Banks Hallie Champlin                                    | Winona Closterman Carrie Neely             | 6-2, 7-5                |               |
| 1903       | Tri-State Champ's            |               |               | gravel, buiten    | Winona Closterman Carrie Neely                                | Myrtle McAteer Marie Wimer                 | 6-3, 8-6                |               |
| 1904       | Tri-State Champ's            |               |               | gravel, buiten    | Myrtle McAteer Marie Wimer                                    | Winona Closterman Carrie Neely             | 6-3, 6-4                |               |
| 1905       | Tri-State Champ's            |               |               | gravel, buiten    | Myrtle McAteer Helen Homans                                   | May Sutton Lula Belden                     | 6-1, 6-3                |               |
| 1906       | Tri-State Champ's            |               |               | gravel, buiten    | May Sutton Marjorie Dodd                                      | Florence Sutton Lula Belden                | 6-3, 3-6, 6-3           |               |
| 1907       | Tri-State Champ's            |               |               | gravel, buiten    | Ruth Cowing Martha Kinsey                                     | Adele Kruse Natalie Breed                  | 6-1, 6-3                |               |
| 1908       | Tri-State Champ's            |               |               | gravel, buiten    | Martha Kinsey Marjorie Dodd                                   | Adele Kruse Dorothy Kellogg                | 6-4, 6-3                |               |
| 1909       | Tri-State Champ's            |               |               | gravel, buiten    | Martha Kinsey Adele Kruse                                     | Edith Hannam Julius Frieberg               | 6-4, 7-5                |               |
| 1910       | Tri-State Champ's            |               |               | gravel, buiten    | Martha Kinsey Helen McLaughlin                                | Miriam Steever Jane Craven                 | 1-6, 6-4, 6-3           |               |
| 1911       | Tri-State Champ's            |               |               | gravel, buiten    | Helen Ratterman R Sanders Cordes                              | Edith Emerson Mardi Hunt                   | 6-1, 6-0                |               |
| 1912       | Tri-State Champ's            |               |               | gravel, buiten    | Mary Kendall Browne Louise Moyes                              | May Sutton Mrs Gus Touchard                | 6-3, 6-3                |               |
| 1913       | Tri-State Champ's            |               |               | gravel, buiten    | R Fairbairn Marty Helen McLaughlin                            | Marjorie Dodd Elizabeth Cleneay            | 6-4, 6-4                |               |
| 1914       | geen toernooi                | geen toernooi | geen toernooi | geen toernooi     | geen toernooi                                                 | geen toernooi                              | geen toernooi           | geen toernooi |
| 1915       | Tri-State Champ's            |               |               | gravel, buiten    | Molla Bjurstedt Carrie Neely                                  | R Sanders Cordes MM MacNeill               | 6-1, 6-0                |               |
| 1916       | Tri-State Champ's            |               |               | gravel, buiten    | Martha Guthrie Martha Ellis                                   | Marguerite Davis Marjorie Hires            | 6-3, 8-6                |               |
| 1917–1919  | geen toernooi                | geen toernooi | geen toernooi | geen toernooi     | geen toernooi                                                 | geen toernooi                              | geen toernooi           | geen toernooi |
| 1920       | Tri-State Champ's            |               |               | gravel, buiten    | Ruth King Bobbie Esch                                         | R Sanders Cordes Mildred Rask              | 6-8, 11-9, 6-3          |               |
| 1921–1926  | geen toernooi                | geen toernooi | geen toernooi | geen toernooi     | geen toernooi                                                 | geen toernooi                              | geen toernooi           | geen toernooi |
| 1927       | Tri-State Champ's            |               |               | gravel, buiten    | Clara Louise Zinke Olga Strashun Weil                         | Marion Leighton Ruth Riese                 | 7-5, 6-1                |               |
| 1928       | Tri-State Champ's            |               |               | gravel, buiten    | Clara Louise Zinke Ruth Oexman                                | Ruth Riese Betty Duffy                     | 6-0, 7-5                |               |
| 1929       | geen toernooi                | geen toernooi | geen toernooi | geen toernooi     | geen toernooi                                                 | geen toernooi                              | geen toernooi           | geen toernooi |
| 1930       | Tri-State Champ's            |               |               | gravel, buiten    | Clara Louise Zinke Ruth Oexman                                | Ruth Riese Barbara Duffy                   | 6-0, 6-2                |               |
| 1931       | Tri-State Champ's            |               |               | gravel, buiten    | Clara Louise Zinke Ruth Oexman                                | Josephine Gray Barbara Duffy               | 5-7, 6-2, 6-3           |               |
| 1932       | Tri-State Champ's            |               |               | gravel, buiten    | Clara Louise Zinke Ruth Oexman                                | D Weisel Hack Helen Fulton                 | 6-2, 1-6, 6-4           |               |
| 1933       | Tri-State Champ's            |               |               | gravel, buiten    | Elizabeth Kesting Helen Fulton Clara Louise Zinke Ruth Oexman | finale niet gespeeld                       | finale niet gespeeld    |               |
| 1934       | Tri-State Champ's            |               |               | gravel, buiten    | Helen Fulton Elizabeth Kesting                                | Esther Bartosh Marianne Hunt               | 0-6, 6-3, 7-7           |               |
| 1935       | geen toernooi                | geen toernooi | geen toernooi | geen toernooi     | geen toernooi                                                 | geen toernooi                              | geen toernooi           | geen toernooi |
| 1936       | Tri-State Champ's            |               |               | gravel, buiten    | Catherine Wolf Edna Smith                                     | Josephine Gray Lila Porter                 | 6-3, 6-4                |               |
| 1937       | Tri-State Champ's            |               |               | gravel, buiten    | Josephine Gray Jane Wagner                                    | Monica Nolan Clara Louise Zinke            | 7-5, 6-4                |               |
| 1938       | Tri-State Champ's            |               |               | gravel, buiten    | Virginia Wolfenden P Canning-Todd                             | Monica Nolan Marta Barnett                 | 0-6, 8-6, 6-2           |               |
| 1939       | Tri-State Champ's            |               |               | gravel, buiten    | Catherine Wolf Monica Nolan                                   | Jane Wagner Josephine Gray                 | 6-4, 6-1                |               |
| 1940       | Tri-State Champ's            |               |               | gravel, buiten    | Alice Marble Mary Arnold                                      | Mary Hardwick Nina Brown                   | 7-5, 6-4                |               |
| 1941       | Tri-State Champ's            |               |               | gravel, buiten    | Jane Stanton Barbara Bradley                                  | Doris Hart Nellie Sheer                    | 6-4, 4-6, 12-10         |               |
| 1942       | Tri-State Champ's            |               |               | gravel, buiten    | Catherine Wolf Peggy Welsh                                    | Monica Nolan Jane Wagner                   | 6-3, 6-0                |               |
| 1943       | Tri-State Champ's            |               |               | gravel, buiten    | Pauline Betz Nancy Corbett                                    | Catherine Wolf Jane Wagner                 | 6-3, 9-7                |               |
| 1944       | Tri-State Champ's            |               |               | gravel, buiten    | Dorothy Bundy Mary Arnold                                     | Pauline Betz Gloria Thompson               | 6-3, 6-2                |               |
| 1945-06-25 | Tri-State Champ's            |               |               | gravel, buiten    | Dorothy Bundy Sarah Palfrey-Cooke                             | Mary Arnold Shirley Fry                    | 6-2, 6-2                |               |
| 1946-06-24 | Tri-State Champ's            |               |               | gravel, buiten    | Shirley Fry Mary Prentiss                                     | Virginia Kovacs Barbara Scofield           | 6-3, 6-4                |               |
| 1947-06-23 | Tri-State Champ's            |               |               | gravel, buiten    | Marta Barnett Rosemary Buck                                   | M Madden Lewis Nancy Corbett               | 6-4, 6-2                |               |
| 1948-06-28 | Tri-State Champ's            |               |               | gravel, buiten    | Dorothy Head-Knode Magda Rurac                                | Betty Rosenquest M Varner-Bloss            | 3-6, 6-4, 6-2           |               |
| 1949-06-27 | Tri-State Champ's            |               |               | gravel, buiten    | Nancy Morrison Magda Rurac                                    | Barbara Beckel Catherine Malcolm           | 6-2, 6-4                |               |
| 1950-07-03 | Tri-State Champ's            |               |               | gravel, buiten    | Beverly Baker Magda Rurac                                     | Jeanne Arth Shirley Arth                   | 6-3, 6-1                |               |
| 1951-07-02 | Tri-State Champ's            |               |               | gravel, buiten    | P Canning-Todd Dorothy Head-Knode                             | Magda Rurac Sue Herr                       | 6-2, 6-3                |               |
| 1952-06-30 | Tri-State Champ's            |               |               | gravel, buiten    | Anita Kanter Joan Merciadis                                   | Louise Kiely Sara Mae Turber               | 6-4, 6-1                |               |
| 1953-06-29 | Tri-State Champ's            |               |               | gravel, buiten    | Anita Kanter Thelma Coyne-Long                                | Laura Lou Jahn Kunnen Joan Merciadis       | 7-5, 6-2                |               |
| 1954-06-28 | Tri-State Champ's            |               |               | gravel, buiten    | Pat Stewart Ethel Norton                                      | Juliana Copeland Sara Mae Turber           | 6-4, 6-2                |               |
| 1955-07-04 | Tri-State and Western        |               |               | gravel, buiten    | Karol Fageros Mimi Arnold Yola Ramírez-Ochoa Sara Mae Turber  | finale niet gespeeld                       | finale niet gespeeld    |               |
| 1956-07-02 | Tri-State Champ's            |               |               | gravel, buiten    | Karol Fageros Janet Hopps-Adkisson                            | Juliana Copeland Yola Ramírez-Ochoa        | 9-7, 6-4                |               |
| 1957-07-01 | Tri-State Champ's            |               |               | gravel, buiten    | Margareta Bonstrom Lois Felix                                 | Pat Naud Linda Vail                        | 7-5, 6-1                |               |
| 1958-06-30 | Tri-State Champ's            |               |               | gravel, buiten    | Marta Hernández Marilyn Montgomery                            | Gwyn Thomas Sara Turber                    | 6-3, 5-7, 6-0           |               |
| 1959-06-29 | Tri-State Champ's            |               |               | gravel, buiten    | Marie Martin Marilyn Montgomery                               | Susan Butt Carole Loop                     | 6-4, 6-1                |               |
| 1960-07-04 | Tri-State Champ's            |               |               | gravel, buiten    | Justina Bricka Carol Hanks                                    | Farel Footman Linda Nein                   | 6-3, 6-4                |               |
| 1961-07-03 | Tri-State Champ's            |               |               | gravel, buiten    | Carole Caldwell Cathie Gagel                                  | Lynn Haines Peachy Kellmeyer               | 6-4, 8-6                |               |
| 1962-07-02 | Tri-State Champ's            |               |               | gravel, buiten    | Roberta Alison Mary Habicht                                   | Tory Fretz Carolyn Rogers                  | 7-5, 8-6                |               |
| 1963-07-01 | Tri-State Champ's            |               |               | gravel, buiten    | Roberta Alison Linda Lou Crosby                               | Virginia Brown Carolyn Rogers              | 6-4, 4-6, 6-2           |               |
| 1964-06-29 | Tri-State Champ's            |               |               | gravel, buiten    | Brenda Nunns Faye Urban                                       | Jean Danilovich Cathie Gagel               | 6-0, 7-9, 6-2           |               |
| 1965-07-05 | Tri-State Champ's            |               |               | gravel, buiten    | Roberta Alison Stephanie DeFina                               | Marmee Fry Ginger Pfeiffer                 | 6-4, 6-2                |               |
| 1966-06-27 | Tri-State Champ's            |               |               | gravel, buiten    | Jane Bartkowicz Peachy Kellmeyer                              | Patsy Rippy Becky Vest                     | 6-1, 6-4                |               |
| 1967-07-03 | Tri-State Champ's            |               |               | gravel, buiten    | Jane Bartkowicz Patsy Rippy                                   | Marilyn Aschner Pixie Lamm                 | 6-3, 6-0                |               |
| 1968-07-01 | Tri-State Champ's            |               |               | gravel, buiten    | Emilie Burrer Linda Tuero                                     | Carol Gay Peggy Michel                     | 6-2, 6-3                |               |
| 1969-07-15 | Western Open Champ's         |               |               | gravel, buiten    | Kerry Harris Valerie Ziegenfuss                               | Emilie Burrer Pam Richmond                 | 6-3, 9-7                |               |
| 1970-07-13 | Western Open Champ's         |               |               | gravel, buiten    | Rosie Casals Gail Chanfreau                                   | Helen Gourlay Patricia Walkden             | 12-10, 6-1              |               |
| 1971-08-02 | Western Open Champ's         |               |               | gravel, buiten    | Helen Gourlay Kerry Harris                                    | Gail Chanfreau Winnie Shaw                 | 6-4, 6-4                |               |
| 1972-08-01 | Western Open Champ's         |               |               | gravel, buiten    | Margaret Court Evonne Goolagong                               | Brenda Kirk Pat Pretorius                  | 6-4, 6-1                |               |
| 1973-08-06 | Western Open Champ's         |               |               | gravel, buiten    | Ilana Kloss Pat Pretorius                                     | Evonne Goolagong Janet Young               | 7-6, 3-6, 6-2           |               |
| 1974–1979  | geen toernooi                | geen toernooi | geen toernooi | geen toernooi     | geen toernooi                                                 | geen toernooi                              | geen toernooi           | geen toernooi |
| 1980-01-07 | Avon Champ's of Cincinnati   |               | 150.000       | tapijt, binnen    | Laura duPont Pam Shriver                                      | Mima Jaušovec Ann Kiyomura                 | 6-3, 6-3                | details       |
| 1981-01-19 | Avon Champ's of Cincinnati   |               | 150.000       | tapijt, binnen    | Kathy Jordan Anne Smith                                       | M Navrátilová Pam Shriver                  | 1-6, 6-3, 6-3           | details       |
| 1982-01-11 | Avon Champ's of Cincinnati   |               | 150.000       | tapijt, binnen    | Sue Barker Ann Kiyomura                                       | Pam Shriver Anne Smith                     | 6-2, 7-6                | details       |
| 1983–1987  | geen toernooi                | geen toernooi | geen toernooi | geen toernooi     | geen toernooi                                                 | geen toernooi                              | geen toernooi           | geen toernooi |
| 1988-08-01 | Pringles Light Classic       | Tier III      | 250.000       | hardcourt, buiten | Beth Herr Candy Reynolds                                      | Lindsay Bartlett Helen Kelesi              | 4-6, 7-6, 6-1           | details       |
| 1989–2003  | geen toernooi                | geen toernooi | geen toernooi | geen toernooi     | geen toernooi                                                 | geen toernooi                              | geen toernooi           | geen toernooi |
| 2004-08-16 | Western & Southern Open      | Tier III      | 170.000       | hardcourt, buiten | Jill Craybas M Weingärtner                                    | Emmanuelle Gagliardi Anna-Lena Grönefeld   | 7-5, 7-6                | details       |
| 2005-07-18 | Western & Southern Open      | Tier III      | 170.000       | hardcourt, buiten | Laura Granville Abigail Spears                                | Květa Peschke ME Salerni                   | 3-6, 6-2, 6-4           | details       |
| 2006-07-17 | Western & Southern Open      | Tier III      | 175.000       | hardcourt, buiten | ME Camerin Gisela Dulko                                       | Marta Domachowska Sania Mirza              | 6-4, 3-6, 6-2           | details       |
| 2007-07-16 | Western & Southern Open      | Tier III      | 175.000       | hardcourt, buiten | Bethanie Mattek Sania Mirza                                   | Alina Zjidkova Tatjana Poetsjek            | 7-6, 7-5                | details       |
| 2008-08-11 | Western & Southern Open      | Tier III      | 175.000       | hardcourt, buiten | Maria Kirilenko Nadja Petrova                                 | Hsieh Su-wei Jaroslava Sjvedova            | 6-3, 4-6, [10-8]        | details       |
| 2009-08-10 | Western & Southern Open      | Premier Five  | 2.000.000     | hardcourt, buiten | Cara Black Liezel Huber                                       | Nuria Llagostera Vives MJ Martínez Sánchez | 6-3, 0-6, [10-2]        | details       |
| 2010-08-09 | Western & Southern Open      | Premier Five  | 2.000.000     | hardcourt, buiten | Viktoryja Azarenka Maria Kirilenko                            | Lisa Raymond Rennae Stubbs                 | 7-6, 7-6                | details       |
| 2011-08-15 | Western & Southern Open      | Premier Five  | 2.050.000     | hardcourt, buiten | Vania King Jaroslava Sjvedova                                 | Natalie Grandin Vladimíra Uhlířová         | 6-4, 3-6, [11-9]        | details       |
| 2012-08-13 | Western & Southern Open      | Premier Five  | 2.168.400     | hardcourt, buiten | Andrea Hlaváčková Lucie Hradecká                              | Katarina Srebotnik Zheng Jie               | 6-1, 6-3                | details       |
| 2013-08-12 | Western & Southern Open      | Premier Five  | 2.369.000     | hardcourt, buiten | Hsieh Su-wei Peng Shuai                                       | Anna-Lena Grönefeld Květa Peschke          | 2-6, 6-3, [12-10]       | details       |
| 2014-08-11 | Western & Southern Open      | Premier Five  | 2.567.000     | hardcourt, buiten | Raquel Kops-Jones Abigail Spears                              | Tímea Babos Kristina Mladenovic            | 6-1, 2-0, opg.          | details       |
| 2015-08-17 | Western & Southern Open      | Premier Five  | 2.701.240     | hardcourt, buiten | Chan Hao-ching Chan Yung-jan                                  | Casey Dellacqua Jaroslava Sjvedova         | 7-5, 6-4                | details       |
| 2016-08-15 | Western & Southern Open      | Premier Five  | 2.804.000     | hardcourt, buiten | Sania Mirza Barbora Strýcová                                  | Martina Hingis Coco Vandeweghe             | 7-5, 6-4                | details       |
| 2017-08-14 | Western & Southern Open      | Premier Five  | 2.836.904     | hardcourt, buiten | Chan Yung-jan Martina Hingis                                  | Hsieh Su-wei Monica Niculescu              | 4-6, 6-4, [10-7]        | details       |
| 2018-08-13 | Western & Southern Open      | Premier Five  | 2.874.299     | hardcourt, buiten | Lucie Hradecká Jekaterina Makarova                            | Elise Mertens Demi Schuurs                 | 6-2, 7-5                | details       |
| 2019-08-12 | Western & Southern Open      | Premier Five  | 2.944.486     | hardcourt, buiten | Lucie Hradecká Andreja Klepač                                 | Anna-Lena Grönefeld Demi Schuurs           | 6-4, 6-1                | details       |
| 2020-08-22 | Western & Southern Open (NY) | Premier Five  | 2.250.829     | hardcourt, buiten | Květa Peschke Demi Schuurs                                    | Nicole Melichar Xu Yifan                   | 6-1, 4-6, [10-4]        | details       |
| 2021-08-16 | Western & Southern Open      | WTA 1000      | 1.835.490     | hardcourt, buiten | Samantha Stosur Zhang Shuai                                   | Gabriela Dabrowski Luisa Stefani           | 7-5, 6-3                | details       |
| 2022-08-15 | Western & Southern Open      | WTA 1000      | 2.527.250     | hardcourt, buiten | Ljoedmyla Kitsjenok Jeļena Ostapenko                          | Nicole Melichar-Martinez Ellen Perez       | 7-6, 6-3                | details       |
| 2023-08-14 | Western & Southern Open      | WTA 1000      | 2.788.468     | hardcourt, buiten | Alycia Parks Taylor Townsend                                  | Nicole Melichar-Martinez Ellen Perez       | 6-7, 6-4, [10-6]        | details       |
| 2024-08-13 | Cincinnati Open              | WTA 1000      | 3.211.715     | hardcourt, buiten | Asia Muhammad Erin Routliffe                                  | Leylah Fernandez Joelija Poetintseva       | 3-6, 6-1, [10-4]        | details       |
| 2025-08-07 | Cincinnati Open              | WTA 1000      | 5.152.599     | hardcourt, buiten | Gabriela Dabrowski Erin Routliffe                             | Guo Hanyu Aleksandra Panova                | 6-4, 6-3                | details       |

- Legenda: (NY) = New York (stad)